# Лепа мала слика
Лепа мала слика (енгл. Pretty Little Picture) је трећа епизода серије Очајне домаћице у продукцији Еј-Би-Сија. Епизоду је написао Оливер Голдстик док је режисер био Арлин Санфорд. Лепа мала слика премијерно је емитована 17. октобра 2004. у Сједињеним Америчким Државама. У Србији премијерно је приказана на телевизији Пинк, у октобру 2005.

## Признања и награде
- Америчко удружење режисера - 2004: изванредна режија хумористичке серије Арлин Санфорд за епизоду Лепа мала слика - номинација
- - 2005. за епизоду Лепа мала слика - номинација